# Michael Preetz
Michael Preetz (Düsseldorf, 17 augustus 1967) is een voormalig Duits voetballer die actief was tussen 1986 en 2003. Op 7 juni 2009 werd hij benoemd tot manager van Hertha BSC, als vervanger van Dieter Hoeneß.

## Clubcarrière
Preetz speelde in de jeugd bij Düsseldorfer SC 99 en Fortuna Düsseldorf. Bij die laatste club maakte hij als senior ook zijn debuut als profvoetballer. Hij is vooral bekend van zijn zeven seizoenen in dienst van Hertha BSC Berlin.

## Interlandcarrière
Preetz kwam zeven keer uit voor het Duits voetbalelftal en scoorde daarbij drie keer. Onder leiding van bondscoach Erich Ribbeck maakte hij zijn debuut voor Die Mannschaft op 6 februari 1999 in de vriendschappelijke wedstrijd in en tegen de Verenigde Staten (3-0) in Jacksonville. In zijn tweede interland, op 9 februari 1999 tegen Colombia (3-3), was hij tweemaal trefzeker.

## Erelijst
Hertha BSC
- Ligapokal

2001, 2002